# Livonsko

Znak Livonska

Livonsko (latinsky Livonia, lotyšsky Livonija nebo v užším smyslu Vidzeme, estonsky Liivimaa, německy Livland a dříve Liefland, polsky Inflanty) je historické území v Pobaltí, které původně zahrnovalo celé území dnešního Estonska a Lotyšska a od konce 16. století bylo redukováno na část dnešního Lotyšska na pravém břehu Dviny a jižní (větší) část dnešního Estonska. Jeho původní obyvatelstvo tvořili Livonci, patřící k ugrofinským národům, jejich řečí byla dnes téměř vymřelá livonština. Na území Livonska žili i Estonci (zvaní rusky též Čudové, ugrofinský národ) a různé kmeny Baltů (Latgalové, Kurové, Zemgalové, Žemaité (starším českým názvem „Žmuďané“) a další). Postupně se v severním Livonsku prosadilo etnikum estonské a v jižním lotyšské, s významnými menšinami Němců, Židů, Rusů a dalších.

## Historie
Při zřízení Livonska jako samostatného územního útvaru sehráli význačnou roli rytíři livonského řádu, kteří se po založení řádu roku 1202 území zmocnili a vytvořili jakousi federaci Livonska, sestávající zpočátku z duchovních pseudostátních útvarů (biskupství), svobodných měst a území přímo ovládaných řádem. Zároveň se zasloužili o rozšíření křesťanství. Roku 1237 se spojili s Řádem německých rytířů jako jeho samostatná větev.

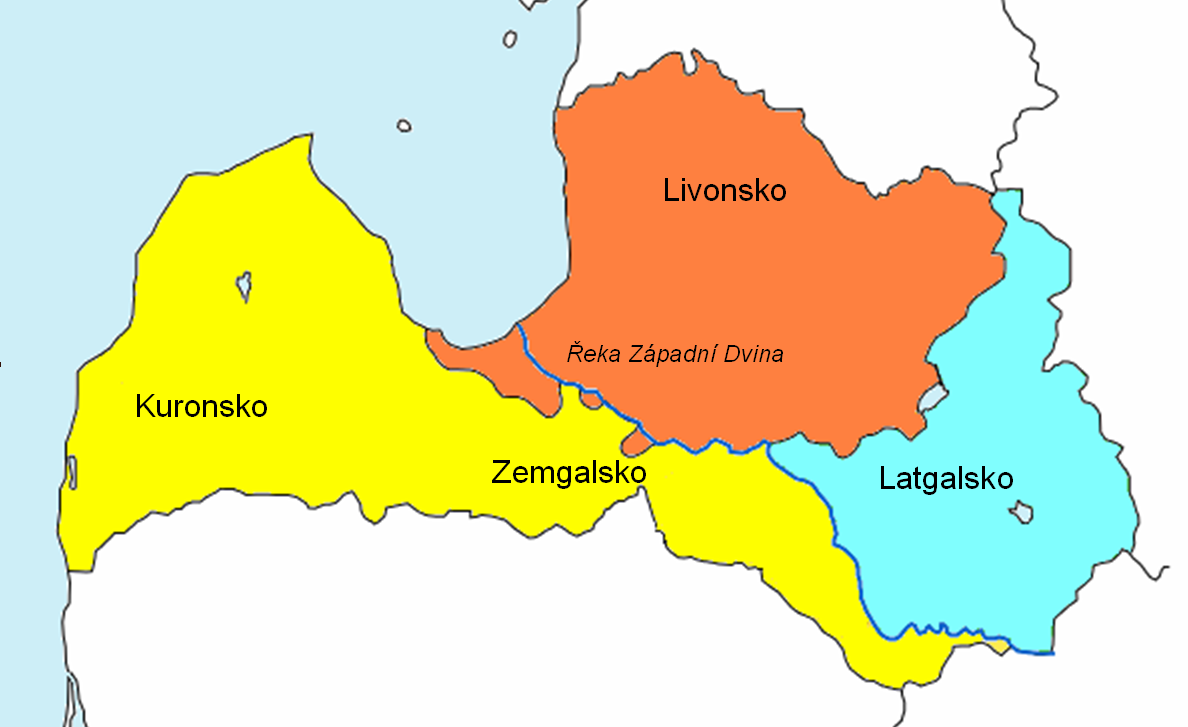
Historická území Lotyšska

Během 15. století livonský stát značně zeslábl v důsledku rozporů mezi livonskou větví Řádu německých rytířů, rižským arcibiskupem a městy. Toho začalo využívat k expanzi Moskevské knížectví, které hledalo možnost proniknutí k Baltu. Roku 1558 vypukla mezi moskevským státem a Livonskem tzv. livonská válka (1558–1582/1583). Během ní byl Livonský řád roku 1560 sekularizován a Livonsko jako samostatný stát roku 1561 zaniklo. Části livonského území připadly Litvě, Polsku, Švédsku a Dánsku. Samostatnost si zachovalo pouze Kuronsko a Zemgalsko jako vévodství kuronské a zemgalské. Světským vládcem se tu stal pod lenní svrchovaností polského krále dosavadní velmistr livonského řádu (po roce 1525 se livonská větev řádu německých rytířů osamostatnila) Gotthard Kettler. Kuronsko patřilo k Polsko-litevské unii až do dělení Polska roku 1795, kdy připadlo Rusku. Zadvinské vévodství bylo roku 1625 obsazeno Švédskem, stejně jako ostrov Saaremaa roku 1644. Roku 1721, po prohrané severní válce, je muselo odstoupit Rusku. V letech 1795–1917 tedy patřilo celé historické Livonsko k Rusku a bylo rozděleno mezi gubernii estonskou (centrum Reval/Tallinn), livonskou (někdejší „Švédské Livonsko“, centrum Riga), kuronskou (Mitava/Jelgava) a částečně vitebskou (dnešní Latgalsko).
Po 1. světové válce vznikly na území někdejšího Livonska dva nezávislé státy, Estonsko a Lotyšsko, rozhraničené podle etnického principu. Na počátku druhé světové války byly tyto státy nejprve roku 1940 podle německo-sovětské dohody obsazeny a anektovány Sovětským svazem jako Estonská SSR a Lotyšská SSR. Roku 1941 byly ovládnuty Německem a v letech 1944–45 opět Sovětským svazem. Ze sovětských republik se roku 1991 staly opět nezávislé státy.
Lotyšská část někdejší Livonské gubernie se dnes označuje jako historický a kulturní region Vidzeme, který již není správní jednotkou.
Existuje též livonská národní hymna.

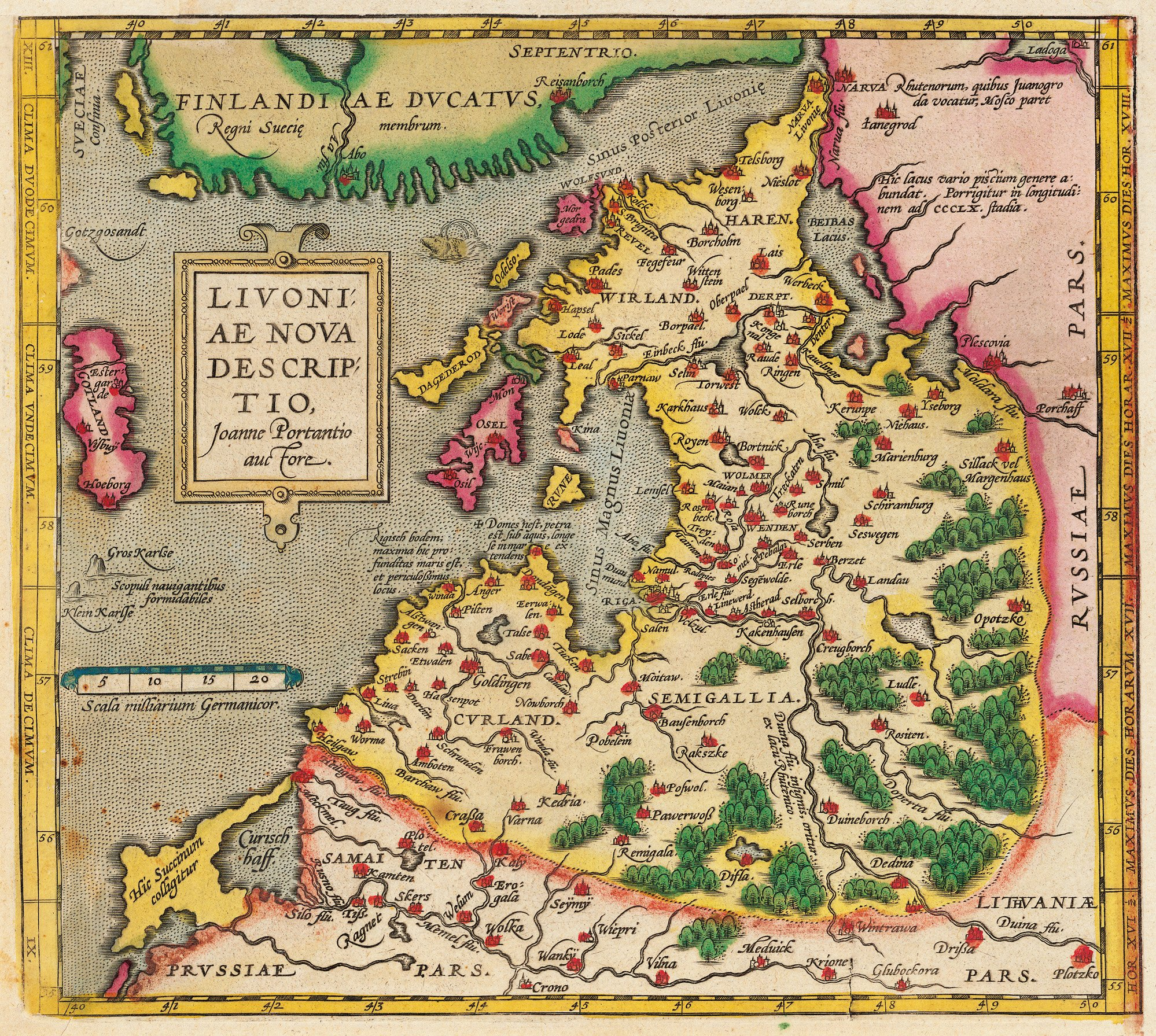
Livonsko na mapě z roku 1573, jejímž autorem je Joann Portantius.